# Enyo boisduvali
Enyo boisduvali là một loài bướm đêm thuộc họ Sphingidae. Loài này có ở Cuba.
Nó giống như Enyo lugubris lugubris.
There are probably two to three generations per year.